# Faouzi Abdelghani
Faouzi Abdelghani est un footballeur marocain, né le 13 juillet 1985 à El Kelaâ des Sraghna.

## Biographie
Avec le club portugais du Vitória Guimarães, il dispute quatre matchs en Ligue Europa. Lors de cette compétition, il inscrit un but face à l'équipe danoise du FC Midtjylland.
Il participe avec le Moghreb de Tétouan à la Coupe du monde des clubs 2014 organisée dans son pays natal.

## Palmarès
- Champion du Maroc en 2006 et 2010 avec le Wydad de Casablanca
- Finaliste de la Ligue des champions arabes en 2009 avec le Wydad de Casablanca